# Ascoli Calcio 1898 2002-2003
Questa pagina raccoglie le informazioni riguardanti l'Ascoli Calcio 1898 nelle competizioni ufficiali della stagione 2002-2003.

## Stagione
Nella stagione 2002-2003 il neopromosso Ascoli resta affidato alle cure del tecnico della promozione Giuseppe Pillon, ottiene il dodicesimo posto con 48 punti, ben suddivisi tra andata e ritorno, a conferma del percorso regolare dei bianconeri, che non hanno subito il salto di categoria. Sasa Bruno con 10 reti è risultato il miglior marcatore stagionale ascolano. Nella Coppa Italia i bianconeri hanno disputato il quinto girone di qualificazione, vinto dall'Ancona, ottenendo una vittoria, un pareggio ed una sconfitta.

## Risultati

### Campionato

#### Girone di andata
| Arbitro: | Brighi (Cesena) |

|               |           |                          |
| E. Baggio 36’ | Marcatori | 16’ Bruno 73’ Montesanto |

| Arbitro: | Bergonzi (Genova) |

|                    |           |                                                     |
| Fontana 65’ (rig.) | Marcatori | 9’ Jeda 27’ (rig.90+1), rig.’ Schwoch 54’ Marcolini |

| Arbitro: | Palmieri (Cosenza) |

|                                |           |  |
| Cordova 41’ Spinesi 72’ (rig.) | Marcatori |  |

| Ascoli Piceno 21 settembre 2002 4ª giornata | Ascoli                      | 0 – 0 | Sampdoria | Stadio Cino e Lillo Del Duca\| Arbitro: \| Girardi (San Donà di Piave) \| |
| Arbitro:                                    | Girardi (San Donà di Piave) |       |           |                                                                           |

| Arbitro: | Dattilo (Locri) |

|             |           |                     |
| Fantini 51’ | Marcatori | 13’ (aut.) Anderson |

| Arbitro: | Cassarà (Palermo) |

|           |           |  |
| Bruno 47’ | Marcatori |  |

| Arbitro: | Cannella (Palermo) |

|               |           |  |
| Cammarata 87’ | Marcatori |  |

| Arbitro: | Treossi (Forlì) |

|               |           |  |
| Oshadogan 51’ | Marcatori |  |

| Arbitro: | Dondarini (Finale Emilia) |

|                                 |           |  |
| F. Caracciolo 27’ Bonfiglio 79’ | Marcatori |  |

| Arbitro: | Bergonzi (Genova) |

|                     |           |                      |
| Oliveira 74’ (rig.) | Marcatori | 90+4’ (rig.) Fontana |

| Ascoli Piceno 10 novembre 2002 11ª giornata | Ascoli                | 0 – 0 | Verona | Stadio Cino e Lillo Del Duca\| Arbitro: \| Racalbuto (Gallarate) \| |
| Arbitro:                                    | Racalbuto (Gallarate) |       |        |                                                                     |

| Arbitro: | Cannella (Palermo) |

|                        |           |  |
| Fanucci 35’ Protti 55’ | Marcatori |  |

| Arbitro: | Saccani (Mantova) |

|             |           |  |
| Fontana 30’ | Marcatori |  |

| Arbitro: | Palanca (Roma) |

|               |           |              |
| Bonfiglio 38’ | Marcatori | 71’ Mihalcea |

| Arbitro: | Trefoloni (Siena) |

|                    |           |               |
| Chevanton 18’, 56’ | Marcatori | 43’ Bonfiglio |

| Arbitro: | Nucini (Bergamo) |

|                                               |           |  |
| Tangorra 6’ Bruno 20’, 53’ Fontana 37’ (rig.) | Marcatori |  |

| Arbitro: | Pieri (Genova) |

|                           |           |                     |
| Mascara 18’ Di Napoli 89’ | Marcatori | 30’ Bruno 71’ Olivi |

| Arbitro: | Dattilo (Locri) |

|                                 |           |                        |
| Fontana 19’ (rig.) Barzagli 84’ | Marcatori | 33’ (rig.) Ghirardello |

| Arbitro: | Palanca (Roma) |

|                            |           |           |
| Fava Passaro 21’, 51’, 64’ | Marcatori | 38’ Bruno |

#### Girone di ritorno
| Arbitro: | Palmieri (Cosenza) |

|                                             |           |  |
| Brienza 14’ Tangorra 46’ Fontana 67’ (rig.) | Marcatori |  |

| Arbitro: | Dattilo (Locri) |

|                      |           |                 |
| Fissore 22’ Jeda 39’ | Marcatori | 90+2’ Bonfiglio |

| Arbitro: | Bergonzi (Genova) |

|                             |           |                  |
| Fontana 6’ Brienza 51’, 76’ | Marcatori | 24’, 81’ Spinesi |

| Arbitro: | Rodomonti (Teramo) |

|                                          |           |  |
| Bettarini 17’ C. Colombo 22’ Bazzani 57’ | Marcatori |  |

| Arbitro: | Treossi (Forlì) |

|                     |           |                           |
| Maldonado 3’ (aut.) | Marcatori | 55’ Anderson 78’ M. Rossi |

| Arbitro: | Palmieri (Cosenza) |

|                                     |           |                 |
| Zampagna 59’ Docente 71’ Amauri 85’ | Marcatori | 8’, 20’ Brienza |

| Arbitro: | De Marco (Chiavari) |

|             |           |            |
| Brienza 72’ | Marcatori | 63’ Capone |

| Arbitro: | Trentalange (Torino) |

|                                |           |  |
| Bonfiglio 27’ Brienza 48’, 68’ | Marcatori |  |

| Arbitro: | Cruciani (Pesaro) |

|                             |           |               |
| D'Aversa 38’ Borgobello 75’ | Marcatori | 45+2’ Fontana |

| Arbitro: | Saccani (Mantova) |

|                               |           |              |
| La Vista 40’ Cejas 64’ (rig.) | Marcatori | 57’ Kyriazis |

| Arbitro: | Pieri (Genova) |

|              |           |  |
| Cassetti 24’ | Marcatori |  |

| Arbitro: | Paparesta (Bari) |

|                        |           |              |
| Mendil 61’ Bruno 90+3’ | Marcatori | 87’ Saverino |

| Arbitro: | Preschern (Mestre) |

|            |           |            |
| Magoni 31’ | Marcatori | 6’ Tentoni |

| Arbitro: | Palmieri (Cosenza) |

|                  |           |                          |
| De Francesco 19’ | Marcatori | 57’ Barzagli 90+4’ Bruno |

| Arbitro: | Palanca (Roma) |

|                   |           |  |
| F. Caracciolo 39’ | Marcatori |  |

| Arbitro: | Dattilo (Locri) |

|                         |           |  |
| Dionigi 42’ (rig.), 70’ | Marcatori |  |

| Arbitro: | Ayroldi (Molfetta) |

|               |           |                         |
| Bonfiglio 46’ | Marcatori | 16’ Zauli 90’ Di Napoli |

| Arbitro: | Bertini (Arezzo) |

|                                              |           |  |
| Cavallo 48’ Tiribocchi 59’, 86’ Scalzo 90+2’ | Marcatori |  |

| Arbitro: | Ayroldi (Molfetta) |

|                           |           |                            |
| Bonfiglio 25’ Brienza 50’ | Marcatori | 3’ Fava Passaro 18’ Zanini |

### Coppa Italia

#### Girone 5
| Arbitro: | Cruciani (Pesaro) |

|                                     |           |  |
| Ganz 59’, 67’ Montervino 89’ (rig.) | Marcatori |  |

| Arbitro: | Paparesta (Bari) |

|              |           |  |
| Speranza 52’ | Marcatori |  |

| Arbitro: | Brighi (Cesena) |

|                                      |           |                         |
| Di Venanzio 26’ Bonfiglio 58’ (rig.) | Marcatori | 2’ Silvestri 7’ Corallo |